# Actinidia jiankouensis
Actinidia jiankouensis là một loài thực vật có hoa trong họ Dương đào. Loài này được S.D.Shi & Z.S.Zhang mô tả khoa học đầu tiên năm 1994.